# بيتر زانيف
بيتر زانيف (بالبلغارية: Петър Занев)‏ (18 أكتوبر 1985 في بلغاريا - ) هو لاعب كرة قدم بلغاري في مركز الدفاع. شارك مع منتخب بلغاريا لكرة القدم. أما مع النوادي، فقد لعب مع أمكار بيرم وراسينغ فيرول وسلتا فيغو ونادي ليتكس لوفتش وPFC Pirin Blagoevgrad ‏ وبيرين بلاغويفغراد ونادي فولين لوتسك.

## وصلات خارجية
- بيتر زانيف على موقع الاتحاد الدولي (مؤرشف)  (الإنجليزية)
- بيتر زانيف على موقع الاتحاد الأوربي (الإنجليزية)
- بيتر زانيف على موقع اتحاد أوكرانيا (الإنجليزية)
- بيتر زانيف على موقع قاعدة بيانات كرة القدم.إي يو (الإنجليزية)
- بيتر زانيف على موقع ناشيونال فوتبول تيمز (الإنجليزية)
- بيتر زانيف على موقع Soccerway.com (الإنجليزية)